# Крывеник
Крывеник (болг. Кръвеник) — село в Болгарии. Находится в Габровской области, входит в общину Севлиево. Население составляет 217 человек.

## Политическая ситуация
В местном кметстве Крывеник, в состав которого входит Крывеник, должность кмета (старосты) исполняет Захари Гечев Петков (коалиция в составе 5 партий: Болгарская социал-демократия (БСД), Политический клуб «Экогласность», Земледельческий союз Александра Стамболийского (ЗСАС), Движение за социальный гуманизм (ДСХ), Болгарская социалистическая партия (БСП)) по результатам выборов правления кметства.
Кмет (мэр) общины Севлиево — Йордан Георгиев Стойков (коалиция в составе 5 партий: Болгарская социал-демократия (БСД), Болгарская социалистическая партия (БСП), Движение за социальный гуманизм (ДСХ), Земледельческий союз Александра Стамболийского (ЗСАС), Политический клуб «Экогласность») по результатам выборов в правление общины.